# 上羅堯己
上羅 堯己（うえら たかし）は、兵庫県三木市にある山田錦の特A農地の生産農家で、加東市、三木市、西脇市、多可町で構成される兵庫県の北播磨地域を活性化させるみのり農業協同組合（JAみのり）前組合長。
山田錦の国内外への発信、継承に注力し、イギリスのNational Geographic FOODでも取り上げられた。